# Nokia 7710
Le Nokia 7710 est un téléphone de l'entreprise Nokia. Il est monobloc et possède un écran tactile.
Il a été annoncé pour la première fois en courant novembre-décembre 2003 et est sorti l'année suivante.

## Caractéristiques
- Système d'exploitation Symbian OS S90
- GSM/EDGE
- 128 × 69,5 × 19 mm   pour 189 grammes
- Écran  640 × 320 pixels de 65 536 couleurs
- Batterie 1 300 mAh
- Appareil photo numérique : 1 mégapixel
- Vibreur
- DAS : 0,53 W/kg.